# アンリ・ド・ラ・ロシュジャクラン

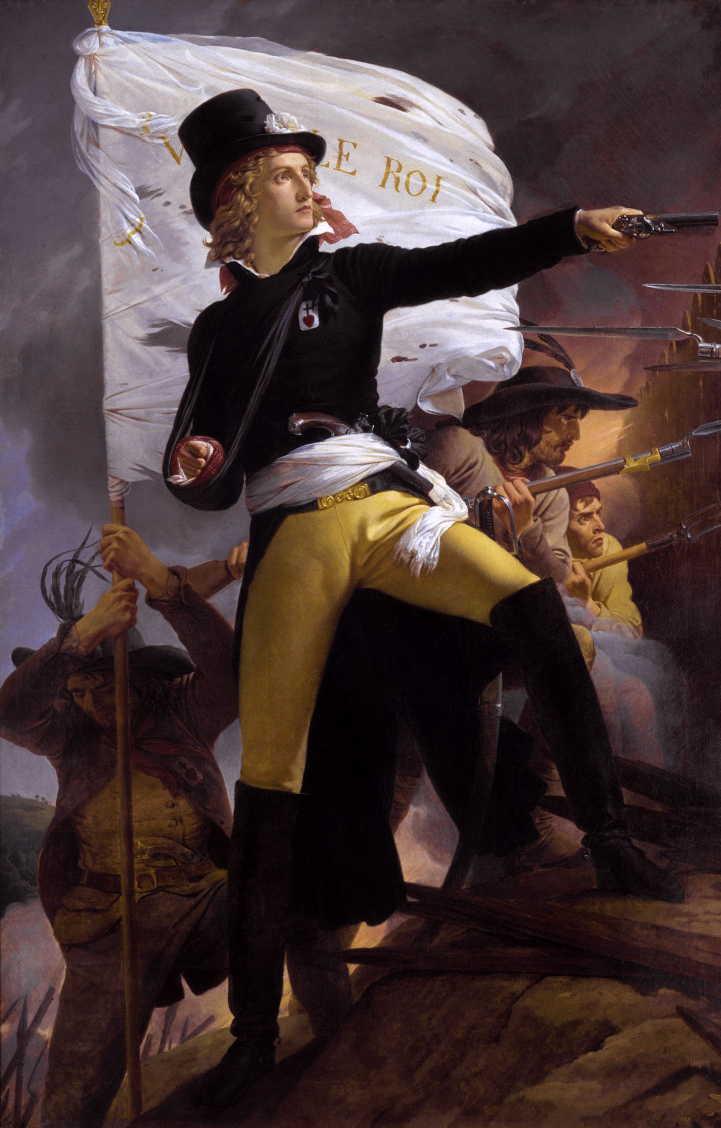
ピエール＝ナルシス・ゲランの1816年頃の絵画『アンリ・ド・ラ・ロシュジャクラン』。ショレ美術歴史博物館所蔵。

アンリ・ド・ラ・ロシュジャクラン（Henri de la Rochejacquelein，1772年8月30日 - 1794年1月28日）は、フランス革命期の王党派軍人。ヴァンデの反乱カトリック王党軍の指導者の一人。
兵士たちからムッシュー・アンリと呼ばれ親しまれた。

## 生涯
フランス西部ヴァンデ（現在はドゥー＝セーヴル県）のサン・トーバン・ド・ボービニェ村から約2km離れたデュルブリエール城でアンリ・ルイ・オーギュスト・ド・ラ・ロシュジャクラン侯爵の長男として生まれる。7人兄弟の2番目。
一族の居城、ラ・デュルブリエール城で10歳までを過ごし、11歳から13歳までソレーズ王立軍学校にて教育を受ける。
軍学校を終えると、父親の指揮下にある王立ポーランド騎兵連隊に少尉として配属される。1789年、フランス革命勃発後、父や兄と違い亡命せず国内に留まり国王の身辺警護していたがテュイルリー宮殿襲撃事件で王宮守備隊とともに人民と戦い敗北後、故郷へ脱出する。
指名手配を受け潜伏生活を続けて、故郷に戻ったが革命政府の30万徴兵に不満を爆発させた農民に依頼され1793年4月12日、歓呼の声の中、住民達を率いてヴァンテの反乱に参加する。「私が前進するときは、私に続け。私が怯んだら、私を殺せ。私が死んだら、復讐しろ。」という有名なセリフで味方を鼓舞した。
カトリック王党軍の本拠地であるショレを追われた後、10月20日に総司令官（3代目）に就任した。12月アンスニにて渡河の準備のためストフレと100人の部下を連れてロワール河を渡った際に共和国軍のパトロール隊と遭遇したため林に身を隠し本軍と離れる。
後、カトリック王党軍は12月23日サヴネにて殲滅。
かろうじて脱出した生き残りとともにゲリラ戦を続けたが1794年1月28日に投降を装った共和国兵に射たれ21歳で戦死。彼を射った兵士2人はすぐに復讐された。その死は戦略上の理由からしばらくの間伏せられた。遺体が敵軍の手に渡り辱しめを受けるのを恐れた味方は、サーベルで顔を潰し総司令官の服を脱がし彼を射った共和国兵士と共にりんごの木の下埋葬した。22年後の1816年、遺体は彼の故郷であるサン・トーバン・ドゥ・ボビニエ村の教会の礼拝堂にあるロシュジャクラン家の墓に移され、父親と2人の弟と共に祀られている。

## 関連作品
- 『聖戦ヴァンデ』（藤本ひとみ著）
- 『The War of the Vandée - The Forgotten Martyrs of the French Revolution』2012年アメリカ映画 - ヴァンデ戦争(前半)をモチーフにした作品
- ヴァンデ戦争―フランス革命を問い直す(森山軍治郎・著)
- Henri de La Rochejaquelein et la Guerre de Vendée, 1772-1794 – Françoise de CHABOT ----